# Liste der Kulturdenkmale in Karlsruhe-Neureut

Wappen von Neureut

In der Liste der Kulturdenkmale in Karlsruhe-Neureut werden alle unbeweglichen Bau- und Kunstdenkmale in Neureut aufgelistet, die in der städtischen „Datenbank der Kulturdenkmale“ geführt sind.
Diese Liste ist nicht rechtsverbindlich. Eine rechtsverbindliche Auskunft ist lediglich auf Anfrage bei der Unteren Denkmalschutzbehörde der Stadt Karlsruhe erhältlich.

## Neureut
| Bild | Bezeichnung                                                              | Lage                                                              | Datierung                  | Beschreibung | ID |
| ---- | ------------------------------------------------------------------------ | ----------------------------------------------------------------- | -------------------------- | --- | -- |
|      | Friedhof (Welschneureut)                                                 | Alte Friedhofstr. 1 (Flst. 5322)                                  | 1825                       | Am Eingang Inschrifttafel „W.N.DEN 25 TEN AGUST 1825“ Denkmaleigenschaft wird geprüft Geschützt nach § 2 DSchG |    |
|      | Mahnmalbrunnen                                                           | Kiefernweg / Joseph-Gross-Platz, Kirchfeldsiedlung (Flst. 5994/3) | 1967                       | Der Mahnmalbrunnen wurde von Theilmann entworfen. Geschützt nach § 2 DSchG |    |
|      | Evangelisches Gemeindehaus                                               | Kirchfeldstr. 149 (Flst. 251)                                     | 1935                       | Das evangelische Gemeindehaus mit Dachreiter, Wandmalerei im Gemeindesaal „Haltet an am Gebet“ stammt von Fink. Geschützt nach § 2 DSchG |    |
|      | Wohnhaus                                                                 | Kirchfeldstr. 82 (Flst. 299/17)                                   | (?)                        | Traufständiges Haus mit Toreinfahrt Geschützt nach § 2 DSchG |    |
|      | Fachwerkhaus                                                             | Neureuter Hauptstr. 182, 184 (Flst. 222)                          | 1800                       | einstöckig, um 1800, ABL Denkmal nach § 28 Übergangsregelung Denkmalschutzgesetz Geschützt nach § 28 DSchG |    |
|      | Wohnhaus mit Altenteilhäuschen                                           | Neureuter Hauptstr. 242 (Flst. 245)                               | (?)                        | Fachwerkhaus, Wohnteil eines Bauernhofes Geschützt nach § 2 DSchG |    |
|      | Ehemaliges Gasthaus „Löwen“                                              | Neureuter Hauptstr. 243 (Flst. 163)                               | 1816                       | Gasthaus „Löwen“, mit 1816 am Einfahrtsbogen bezeichnet, § 2 Das Wirtshausschild „Löwen“, ist eine Kulturdenkmal nach § 28 Geschützt nach § 2 DSchG |    |
|      | Rathaus Neureut                                                          | Neureuter Hauptstr. 256 (Flst. 249/1)                             | 1856                       | Das Gebäude des Rathauses stammt aus dem Jahr 1856. Geschützt nach § 2 DSchG |    |
|      | Sogenannter „Spundenfresserbrunnen“                                      | Neureuter Hauptstr. 256, davor (Flst. 155)                        | 1952                       | Der Brunnen stammt von Max Heinze und Karl-Heinz Feisst Geschützt nach § 2 DSchG |    |
|      | Evangelisches Pfarrhaus                                                  | Neureuter Hauptstr. 260 (Flst. 251)                               | 1756                       | Das Pfarrhaus ist dreiachsig, zweistöckig, besitzt ein Walmdach und mittig an der Straßenfassade eine Freitreppe, Es wurde 1756 von Johann Heinrich Arnold erbaut. Über der Haustür sind zwei kleine Wappenreliefs, links bezeichnet mit „1545“ und mit Drudenzeichen, rechts das Baden-Sponheimsches Wappen, ABL. Denkmal nach § 28 Übergangsregelung Denkmalschutzgesetz Geschützt nach § 28 DSchG |    |
|      | Evangelische Kirche                                                      | Neureuter Hauptstr. 262 (Flst. 251/1)                             | 1884–1888                  | Die evangelische Kirche (früherer Ortsteil Teutschneureut), wurde 1884/88 durch Baurat Dyckerhoff im neugotischen Stil an der Stelle eines Vorgängerbaus erstellt. Der Grundstein ist links am Triumphbogen. Das Kruzifix im südlichen Seitenschiff, wohl um 1600, ist aus Lindenholz. Geschützt nach § 2 DSchG |    |
|      | Kriegerdenkmal für die Gefallenen im Deutsch-Französischen Krieg 1870/71 | Neureuter Hauptstr. 262, davor (Flst. 155?)                       | 1870                       | Das Kriegerdenkmal für die Gefallenen im Deutsch-Französischen Krieg 1870/71 bekam Zusatztafeln für die Gefallenen des 1. Weltkriegs. Geschützt nach § 2 DSchG |    |
|      | Ehemaliger Gasthof „Zum Grünen Baum“                                     | Neureuter Hauptstr. 299 (Flst. 92/7)                              | 1554 (Gewölbekeller). 1780 | Der ehemalige Gasthof „Zum Grünen Baum“, mit steilem Walmdach, besitzt einen Gewölbekeller aus dem Jahr 1554, Gebäude bezeichnet mit „1780“. Denkmal nach § 28 Übergangsregelung Denkmalschutzgesetz Geschützt nach § 28 DSchG |    |
|      | Ehemaliger Gasthof Waldhorn, heute Wohn- und Geschäftshaus               | Neureuter Hauptstr. 300 (Flst. 24)                                |                            | Der Gasthof Waldhorn ist in ein Wohn- und Geschäftshaus verwandelt worden; heute ohne Saalbau. Geschützt nach § 2 DSchG |    |
|      | Evangelische Kirche                                                      | Neureuter Hauptstr. 84 (Flst. 4038)                               | 1959                       | Die evangelische Kirche (früher Welschneureut) entstand 1950 als Neubau unter Verwendung der noch verbliebenen Mauern der 1944 nach einem Bombenangriff ausgebrannten Vorgängerkirche. Die Bauleitung hatte Karl Häfele aus Neureut nach Plänen des Evangelischen Kirchenbauamtes. Der Glockenturm ist eine Anleihe an den Weinbrennerstil. Über dem Haupteingang ist noch ein Sturzstein aus dem Jahr 1751. Die Hallenkirche besitzt eine Flachdecke und Empore und hat einen eingezogenen Rundbogenchor. Geschützt nach § 2 DSchG                     |    |
|      | Nordfriedhof Neureut                                                     | Friedhofstraße 6a                                                 | 1865                       | Nordfriedhof Neureut, bis 1935 Teutschneureuter Friedhof: kleine Aufbahrungshalle („Schragerhaus“) in Fachwerkbauweise (renoviert 1928), Einfriedungsmauern aus Bruchsandstein, historische Grabsteine und Kriegsopfergrabfeld mit Terrakottafigur, Wegeführung und Begrünung, 1865 angelegt, 1925 Erweiterung nach Norden, 1959 nach Westen erweitert u. a. durch bossierte Sandsteinmauern, Hecken und ein großes Portal, um 1980 nordwestlicher Brunnen in einer Parkanlage, seit 1990 wird der Friedhof nicht mehr belegt. Geschützt nach § 2 DSchG |    |